# Aeollanthus suaveolens
Aeollanthus suaveolens là một loài thực vật có hoa trong họ Hoa môi. Loài này được Mart. ex Spreng. mô tả khoa học đầu tiên năm 1825.